# Episodi di 800 Words (seconda stagione)
La seconda stagione della serie televisiva 800 Words, composta da 16 episodi, è stata trasmessa in Australia su Seven Network in due parti; la prima dal 23 agosto al 4 ottobre 2016, mentre la seconda dal 31 gennaio al 21 marzo 2017.
In Italia, la stagione è andata in onda in prima visione satellitare su Fox Life, canale a pagamento della piattaforma Sky, dal 23 luglio al 10 settembre 2018.
| n°      | Titolo originale | Titolo italiano            | Prima TV Australia | Prima TV Italia   |
| Parte 1 | Parte 1          | Parte 1                    | Parte 1            | Parte 1           |
| ------- | ---------------- | -------------------------- | ------------------ | ----------------- |
| 1       | Episode 1        | Amici come prima           | 23 agosto 2016     | 23 luglio 2018    |
| 2       | Episode 2        | Buon viaggio, Jan!         | 30 agosto 2016     | 23 luglio 2018    |
| 3       | Episode 3        | Un misterioso ritrovamento | 6 settembre 2016   | 30 luglio 2018    |
| 4       | Episode 4        | Una nuova casa             | 13 settembre 2016  | 30 luglio 2018    |
| 5       | Episode 5        | Questioni d'amore          | 20 settembre 2016  | 6 agosto 2018     |
| 6       | Episode 6        | Il popolo dell'estate      | 27 settembre 2016  | 6 agosto 2018     |
| 7       | Episode 7        | La commemorazione          | 4 ottobre 2016     | 13 agosto 2018    |
| 8       | Episode 8        | La sfida                   | 4 ottobre 2016     | 13 agosto 2018    |
| Parte 2 |                  |                            |                    |                   |
| 9       | Episode 9        | Un nuovo inizio?           | 31 gennaio 2017    | 20 agosto 2018    |
| 10      | Episode 10       | Prove di coppia            | 7 febbraio 2017    | 20 agosto 2018    |
| 11      | Episode 11       | La scelta di Arlo          | 14 febbraio 2017   | 27 agosto 2018    |
| 12      | Episode 12       | Festa a sorpresa           | 21 febbraio 2017   | 27 agosto 2018    |
| 13      | Episode 13       | Maternità                  | 28 febbraio 2017   | 3 settembre 2018  |
| 14      | Episode 14       | Un ristorante raffinato    | 7 marzo 2017       | 3 settembre 2018  |
| 15      | Episode 15       | La frode                   | 14 marzo 2017      | 10 settembre 2018 |
| 16      | Episode 16       | Il cerchio della vita      | 21 marzo 2017      | 10 settembre 2018 |